# Dillenia philippinensis
Dillenia philippinensis är en tvåhjärtbladig växtart som beskrevs av Robert Allen Rolfe. Dillenia philippinensis ingår i släktet Dillenia och familjen Dilleniaceae. IUCN kategoriserar arten globalt som sårbar. Utöver nominatformen finns också underarten D. p. pubifolia.